# Smålänningar
Smålänningar är en svensk komedifilm från 1935 i regi av Gösta Rodin.

## Handling
Gustav bor i Värnamo. Han konstruerar en ny båtmotor, men behöver mer tid för att helt kunna färdigställa den. Arbetet har finansierats av fabrikör "Hatt-Johan" Johansson som helst vill sälja uppfinningen vidare. Gustavs far kommer tillbaka från Amerika och alla tror att han blivit miljonär.

## Om filmen
Filmen spelades in mellan maj och september 1935.

## Rollista (i urval)
- Sigurd Wallén - Gustav Adolf Söderlund
- Sture Lagerwall - Gustav Söderlund
- Thor Modéen - Napoleon
- Eric Abrahamsson - Direktör Blomgren
- Sickan Carlsson - Inga Blomgren
- Bror Olsson - August Söderlund
- Emmy Albiin - Anna Söderlund
- Torsten Winge - Berggren
- Hjalmar Peters - "Hatt-Johan"
- Nils Jacobsson - ingenjör Gille
- Julia Cæsar - Vackra Olga
- Wiktor "Kulörten" Andersson - anställd på Hotell Småland
- Sven Jerring - som sig själv
- Johnny Bode - gårdsmusikant[3]

## Musik i filmen
- The Stars and Stripes Forever! (Under stjärnbaneret), kompositör John Philip Sousa, instrumental.
- Sobre las olas (Über den Wellen), kompositör Juventino Rosas, instrumental.
- Efter regn - solsken, kompositör Ernfrid Ahlin, text Roland, sång Johnny Bode
- Apladalen i Värnamo (I Apladalen i Värnamo), kompositör Ernfrid Ahlin, text Roland, instrumental.
- Smålandssången (Röd lyser stugan bak hängbjörkens slöja), kompositör Ivar Widéen, text Linnéa Andrén, instrumental.
- Den sköna Helén eller Flickan i Peru (Flickan i Peru), kompositör Benjamin Russel Hanby, text och musikbearbetning Evert Taube, instrumental.
- In höchster Not), kompositör Giuseppe Becce, instrumental.
- Mit Standarten), kompositör Franz von Blon, instrumental.[4]

## DVD
Filmen finns utgiven på DVD.